# Problème de l'horizon
 (mars 2018).
Si vous disposez d'ouvrages ou d'articles de référence ou si vous connaissez des sites web de qualité traitant du thème abordé ici, merci de compléter l'article en donnant les références utiles à sa vérifiabilité et en les liant à la section « Notes et références ».
Le problème de l'horizon a été pendant longtemps un casse-tête de la cosmologie, dont il est aujourd'hui communément admis que la solution est offerte par le paradigme de l'inflation cosmique. Un paradoxe apparent se posait : comment rendre compatible l'observation du fond diffus cosmologique, qui indique qu'à très grande échelle l'Univers est homogène et isotrope, avec la contrainte issue de la relativité indiquant que certaines régions de l'Univers sont si éloignées qu'il semblerait qu'elles n'aient jamais pu échanger d'information depuis le Big Bang ?

## Problématique
On sait depuis la découverte de l'expansion de l'Univers que des régions du cosmos aujourd'hui éloignées  étaient bien plus proches par le passé. Néanmoins, étant donné la vitesse d'expansion actuelle qui est de type loi de puissance, il semblerait que même durant la période du Big Bang certaines régions aient été causalement déconnectées du fait de la valeur constante de la vitesse de la lumière. Compte tenu de cette valeur (d'environ 300 000 km/s) et de l'âge de l'Univers (environ 13,7 milliards d'années), cela signifie que la lumière n'aurait pas eu le temps de parcourir la distance nécessaire pour relier de telles régions. Puisque depuis la découverte du fond diffus cosmologique on sait qu'à grande échelle l'univers est, avec une grande précision (de l'ordre de {\displaystyle 10^{-5}}), homogène et isotrope, il est nécessaire de trouver un mécanisme par lequel ces régions apparemment déconnectées du point de vue de la relativité aient pu échanger de l'information à une certaine période de sorte qu'elles puissent apparaître semblables aujourd'hui.
Un mécanisme offrant une telle possibilité a été offert par le modèle d'inflation cosmique. Il consiste à supposer que peu après le Big Bang toute la matière observée aujourd'hui était située dans une petite région de sorte qu'il est raisonnable de supposer que celle-ci ait été homogène et isotrope, puis que l'univers a subi une période d'expansion exponentielle qui a éloigné très rapidement les différents constituants de cette zone.

## Cosmologie inflationnaire
L'inflation cosmique, ou inflation tout court, apporte une solution à ce problème.
Durant les tout  premiers instants de l'univers, juste après l'Ère de Planck, l'univers aurait grandi subitement, une brève poussée d'accélération.  Tout ce temps avant l'inflation, des régions encore toutes proches dans l'univers (cf Expansion de l'Univers), ont eu « tout leur temps », pour s'échanger leurs propriétés (comme la température par exemple).  Juste après cela, l'inflation eut lieu et des zones alors très proches furent subitement écartées les unes des autres.

## Représentation schématique

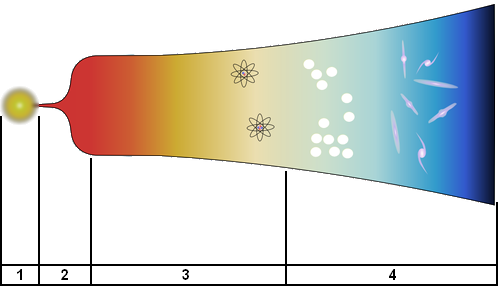
Schéma représentant quelques points-clés de l'évolution de notre univers.Légende (échelle de temps non respectée) :
1 Big Bang
2 Inflation cosmique
3 Nucléosynthèse
4 Formation des galaxies

Selon le schéma ci-contre, l'Univers s'est agrandi de façon significative pendant un temps très bref. Le point « big-bang », par souci de clarté, a été agrandi. Dans la réalité, cette phase ne dure pas plus longtemps que l'ère de Planck, située juste avant. Néanmoins même si, par commodité de présentation, la figure semble attribuer à l'univers une origine ponctuelle, il faut bien réaliser que l'expansion de l'univers, et l'inflation en particulier, n'a pas de centre à proprement parler. L'expansion est un phénomène local qui a lieu de façon homogène en tout point de l'univers primordial.
Il faut également garder à l'esprit que ce schéma est une représentation dans le temps et non dans l'espace.